# Tiro nos Jogos Olímpicos de Verão de 1972
O tiro nos Jogos Olímpicos de Verão de 1972 foi realizado em Munique, na Alemanha Ocidental, com oito eventos disputados.

## Tiro rápido 25 m
| Pos. | País                  | Atletas        | Pontos |
| ---- | --------------------- | -------------- | ------ |
|      | Polônia (POL)         | Józef Zapędzki | 595    |
|      | Checoslováquia (TCH)  | Ladislav Falta | 594    |
|      | União Soviética (URS) | Viktor Torshin | 593    |

## Carabina deitado 50 m
| Pos. | País                  | Atletas        | Pontos |
| ---- | --------------------- | -------------- | ------ |
|      | Coreia do Norte (PRK) | Li Ho-Jun      | 599    |
|      | Estados Unidos (USA)  | Victor Auer    | 598    |
|      | Romênia (ROM)         | Nicolae Rotaru | 598    |

## Carabina três posições 50 m
| Pos. | País                    | Atletas         | Pontos |
| ---- | ----------------------- | --------------- | ------ |
|      | Estados Unidos (USA)    | John Writer     | 1166   |
|      | Estados Unidos (USA)    | Lanny Bassham   | 1157   |
|      | Alemanha Oriental (GDR) | Werner Lippoldt | 1153   |

## Carabina três posições 300 m
| Pos. | País                  | Atletas      | Pontos |
| ---- | --------------------- | ------------ | ------ |
|      | Estados Unidos (USA)  | Lones Wigger | 1155   |
|      | União Soviética (URS) | Boris Melnik | 1155   |
|      | Hungria (HUN)         | Lajos Papp   | 1149   |

## Pistola livre 50 m
| Pos. | País          | Atletas          | Pontos |
| ---- | ------------- | ---------------- | ------ |
|      | Suécia (SWE)  | Ragnar Skanåker  | 567    |
|      | Romênia (ROM) | Dan Iuga         | 562    |
|      | Áustria (AUT) | Rudolf Dollinger | 560    |

## Fossa olímpica
| Pos. | País         | Atletas         | Pontos |
| ---- | ------------ | --------------- | ------ |
|      | Itália (ITA) | Angelo Scalzone | 199    |
|      | França (FRA) | Michel Carrega  | 198    |
|      | Itália (ITA) | Silvano Basagni | 195    |

## Alvo móvel
| Pos. | País                  | Atletas            | Pontos |
| ---- | --------------------- | ------------------ | ------ |
|      | União Soviética (URS) | Lakov Zheleznyak   | 569    |
|      | Colômbia (COL)        | Helmut Bellingrodt | 565    |
|      | Grã-Bretanha (GBR)    | John Kynoch        | 562    |

## Skeet
| Pos. | País                     | Atletas          | Pontos |
| ---- | ------------------------ | ---------------- | ------ |
|      | Alemanha Ocidental (FRG) | Konrad Wirnhier  | 195/25 |
|      | União Soviética (URS)    | Yevgeni Petrov   | 195/24 |
|      | Alemanha Oriental (GDR)  | Michael Buchheim | 195/23 |

## Quadro de medalhas do tiro
| Ordem | País                   | Medalha de ouro | Medalha de prata | Medalha de bronze | Total |
| ----- | ---------------------- | --------------- | ---------------- | ----------------- | ----- |
| 1     | USA Estados Unidos     | 2               | 2                | 0                 | 4     |
| 2     | URS União Soviética    | 1               | 2                | 1                 | 4     |
| 3     | ITA Itália             | 1               | 0                | 1                 | 2     |
| 4     | FRG Alemanha Ocidental | 1               | 0                | 0                 | 1     |
| 4     | PRK Coreia do Norte    | 1               | 0                | 0                 | 1     |
| 4     | POL Polônia            | 1               | 0                | 0                 | 1     |
| 4     | SWE Suécia             | 1               | 0                | 0                 | 1     |
| 8     | ROM Romênia            | 0               | 1                | 1                 | 2     |
| 9     | TCH Checoslováquia     | 0               | 1                | 0                 | 1     |
| 9     | COL Colômbia           | 0               | 1                | 0                 | 1     |
| 9     | FRA França             | 0               | 1                | 0                 | 1     |
| 12    | GDR Alemanha Oriental  | 0               | 0                | 2                 | 2     |
| 13    | AUT Áustria            | 0               | 0                | 1                 | 1     |
| 13    | GBR Grã-Bretanha       | 0               | 0                | 1                 | 1     |
| 13    | HUN Hungria            | 0               | 0                | 1                 | 1     |